# 1743 a tudományban
Az 1743. év a tudományban és a technikában.

## Díjak
- Copley-érem: Abraham Trembley

## Születések
- február 13. - Joseph Banks természettudós és botanikus († 1820)
- augusztus 17. - Eberhard August Wilhelm von Zimmermann geográfus és zoológus († 1815)
- augusztus 26. - Antoine Lavoisier kémikus († 1794)
- szeptember 17. - Nicolas de Condorcet matematikus († 1794)
- november 11. - Carl Peter Thunberg botanikus († 1828)
- december 1. - Martin Heinrich Klaproth kémikus († 1817)